# رتنانة (لمعاشات)
رتنانة هي إحدى مشيخات المملكة المغربية، تتبع جغرافيا لإقليم آسفي وإداريًا للمعاشات. يقدر عدد سكانها بـ 3995 نسمة حسب الإحصاء الرسمي للسكان والسكنى لسنة 2004.